# مسکاتو
شهر مسکاتو در استان آتیک در کشور یونان واقع شده است که دارای جمعیت ۲۳٬۷۱۴  نفر می‌باشد.